# Gigant Neo
Gigant Neo (1998-2021) est un cheval de course suédois participant aux courses hippiques de trot attelé. 

## Carrière de course
Entraîné par Stefan Melander, il mène une belle carrière en Suède mais aussi et surtout en France où il réalise les deux-tiers de ses gains, le point culminant de sa carrière étant sa victoire sur tapis vert dans le Prix d'Amérique, où le gagnant Jag de Bellouet a été distancé pour contrôle positif.

## Palmarès
Suède
- E3 Långa (Gr.1, 2001)
- 2e Svenskt Travkriterium (Gr.1, 2001)
- 2e Svenskt Travderby (Gr.1, 2002)
- 2e Breeders' Crown (sv) (Gr.1, 2002)
- 2e Sprinter Mästeren (Gr.1, 2002)

 France
- Prix d'Amérique (Gr.1, 2006)[1]
- Grand critérium de vitesse de la Côte d'Azur (Gr.1, 2003)
- Prix Roederer (Gr.2, 2003)
- Prix Marcel Laurent (Gr.2, 2002)
- Prix Ariste-Hémard (Gr.2, 2002)
- Grand Prix du Sud-Ouest (Gr.2, 2003)
- Prix Paul Buquet (Gr.3, 2005)
- 2e Prix d'Amérique (Gr.1, 2005)
- 2e Prix de France (Gr.1, 2006)
- 2e Prix de l'Union européenne (Gr.2, 2002)
- 3e Prix d'Amérique (Gr.1, 2003)
- 3e Prix de Paris (Gr.1, 2005)
- 3e Prix de Bourgogne (Gr.2, 2006)

 Italie
- Gran Premio Costa Azzura (Gr.2, 2005)

## Origines
| Origines de Gigant Neo | Origines de Gigant Neo | Origines de Gigant Neo | Origines de Gigant Neo |
| ---------------------- | ---------------------- | ---------------------- | ---------------------- |
| Père Super Arnie       | Super Bowl             | Star's Pride           | Worthy Boy             |
| Père Super Arnie       | Super Bowl             | Star's Pride           | Star Drift             |
| Père Super Arnie       | Super Bowl             | Pillow Talk            | Rodney                 |
| Père Super Arnie       | Super Bowl             | Pillow Talk            | Bewitch                |
| Père Super Arnie       | Arnies Likeness        | Arnie Almahurst        | Speedy Scot            |
| Père Super Arnie       | Arnies Likeness        | Arnie Almahurst        | Ambitious Blaze        |
| Père Super Arnie       | Arnies Likeness        | Picture Dart           | Dartmouth              |
| Père Super Arnie       | Arnies Likeness        | Picture Dart           | Picturesque            |
| Mère Clorita Lobell    | Speedy Crown           | Speedy Scot            | Speedster              |
| Mère Clorita Lobell    | Speedy Crown           | Speedy Scot            | Scotch Love            |
| Mère Clorita Lobell    | Speedy Crown           | Missile Toe            | Florican               |
| Mère Clorita Lobell    | Speedy Crown           | Missile Toe            | Worth A Plenty         |
| Mère Clorita Lobell    | Countess Advocate      | Speedy Count           | Speedster              |
| Mère Clorita Lobell    | Countess Advocate      | Speedy Count           | Countess Song          |
| Mère Clorita Lobell    | Countess Advocate      | Lovie Hanover          | Star's Pride           |
| Mère Clorita Lobell    | Countess Advocate      | Lovie Hanover          | Lovely Hanover         |